# Accordo di Mohonk
L'Accordo di Mohonk è un accordo che definisce una serie principi ed elementi fondamentali per i programmi di certificazione dell'ecoturismo e del turismo sostenibile. 
Questo quadro è stato adottato all'unanimità al termine di un workshop internazionale convocato dall’Institute for Policy Studies con il sostegno della Ford Foundation. Si è tenuto a Mohonk Mountain House, New Paltz, New York, dal 17 al 19 novembre 2000.

## Storia
L'Accordo Mohonk è stato un consenso informale per l'armonizzazione e lo sviluppo di una linea di base comune per la certificazione del turismo sostenibile e dell'ecoturismo. È stato sviluppato dalla maggior parte dei programmi di certificazione più importanti del mondo dell'epoca, che si sono riuniti alla Mohonk Mountain House, New Paltz, New York dal 17 al 19 novembre 2000. È stato il primo accordo di consenso che distingue chiaramente tra turismo sostenibile, i cui principi possono essere applicati a qualsiasi tipo di turismo su qualsiasi scala, e all'ecoturismo, che è un sottoinsieme del turismo sostenibile con un rapporto definito dell'azienda e dei suoi clienti con la natura, la conservazione, la cultura locale e l'interpretazione.

## Struttura dell’accordo
L'Accordo Mohonk elenca i principi generali e gli elementi che dovrebbero costituire i componenti di qualsiasi programma di certificazione per il turismo sostenibile o la nicchia più piccola dell'ecoturismo. Gli aspetti principali che dovrebbero far parte di qualsiasi programma sono:
1. In generale
  1. Adattamento alle condizioni geografiche locali e ai settori dell'industria del turismo, rispettando una serie di principi universali.
  2. Obbiettivi, vantaggi e procedure chiaramente definiti.
  3. Uno standard definito con criteri che soddisfano l'obiettivo, superano quanto richiesto dalla legge e bilanciano prestazioni ed elementi basati sui processi.
  4. Il programma deve essere trasparente, privo di conflitti di interesse e richiedere audit, oltre a considerare gli interessi dei consumatori e delle comunità locali.
2. Per la certificazione del turismo sostenibile, i criteri che riducono gli impatti ambientali e socioculturali negativi apportando allo stesso tempo benefici al luogo in cui si svolge il turismo:
  1. Aspetti generali: sei criteri di base
  2. Aspetti socioculturali: quattro criteri di base
  3. Aspetti ambientali: dodici criteri di base
  4. Aspetti economici: quattro criteri di base
3. Per la certificazione dell'ecoturismo: esiste una chiara differenziazione come nicchia all’interno del turismo sostenibile che non solo riduce gli impatti negativi, ma produce anche impatti netti positivi per l’ambiente e le comunità visitate.
  1. Tutti i criteri per il turismo sostenibile sopra elencati dovrebbero essere soddisfatti, preferibilmente rispetto alle migliori pratiche del settore.
  2. Esistono sette criteri generali aggiuntivi che differenziano chiaramente l’ecoturismo dal turismo sostenibile in generale.